# Bassan
Bassan (okzitanisch: Baçan) ist eine südfranzösische Gemeinde im Département Hérault in der Region Okzitanien. Sie hat 2.353 Einwohner (Stand: 1. Januar 2022). Die Gemeinde gehört zum Arrondissement Béziers und zum Kanton Béziers-3 (bis 2015: Kanton Béziers-2). Die Einwohner werden Bassanais genannt.

## Geographie
Bassan ist eine banlieue im Nordosten von Béziers. Der Libron begrenzt die Gemeinde im Westen. Umgeben wird Bassan von den Nachbargemeinden Espondeilhan im Norden, Servian im Osten, Boujan-sur-Libron im Süden und Südosten, Béziers im Süden und Südwesten sowie Lieuran-lès-Béziers im Westen.

## Bevölkerungsentwicklung
| 1962 | 1968 | 1975 | 1982 | 1990 | 1999 | 2006 | 2017 |
| ---- | ---- | ---- | ---- | ---- | ---- | ---- | ---- |
| 614  | 735  | 802  | 1097 | 1353 | 1454 | 1537 | 2112 |

## Sehenswürdigkeiten

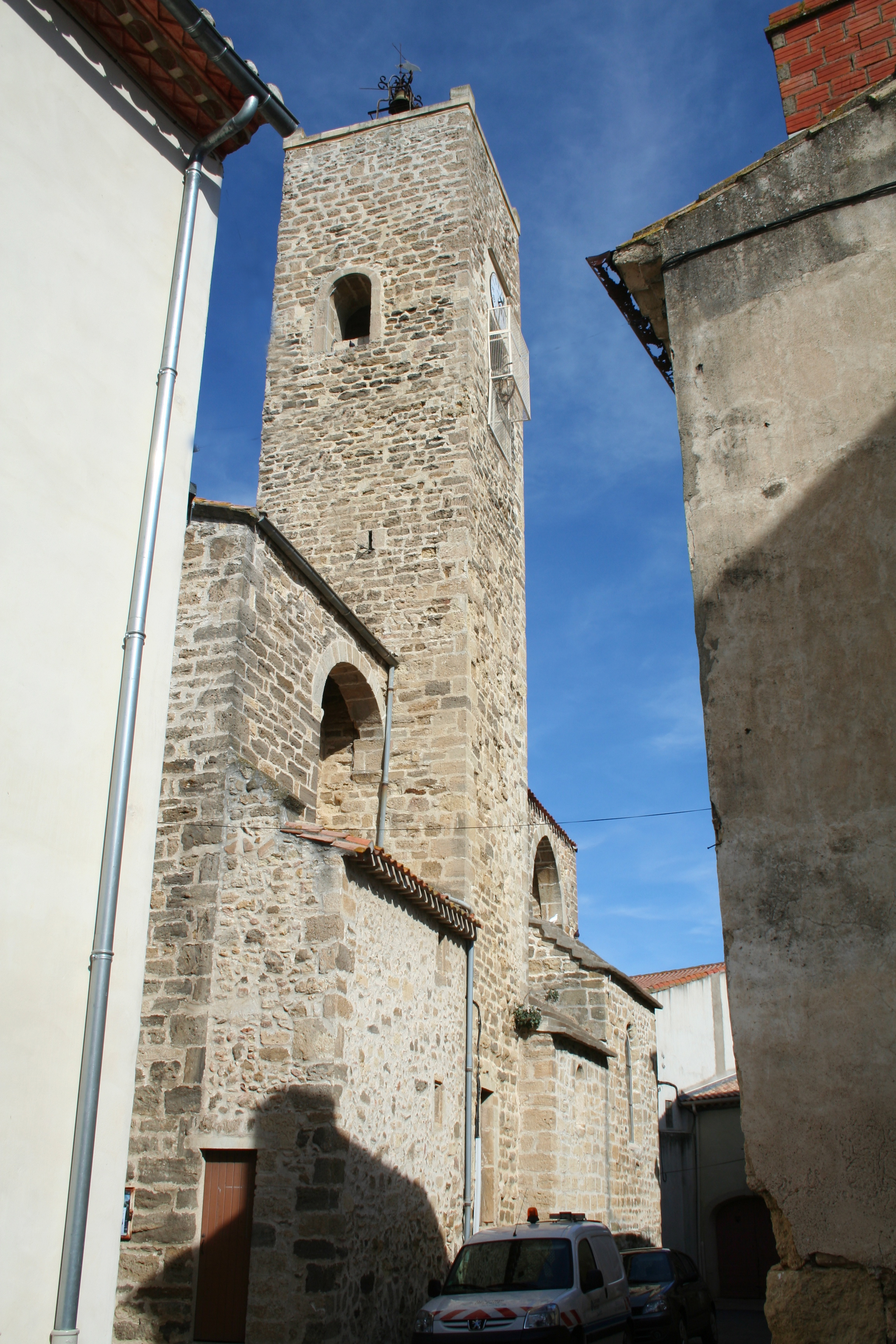
Kirche Saint-Pierre-aux-Liens

- Kirche Saint-Pierre-aux-Liens
- Schloss Bassan

## Persönlichkeiten
- Anthony Jeanjean (* 1998), BMX-Freestyle-Fahrer